# Zeitgeist (álbum)
Zeitgeist es el séptimo álbum de estudio del grupo musical estadounidense de rock alternativo The Smashing Pumpkins. El álbum fue lanzado el 6 de julio de 2007, por medio de la compañía discográfica Reprise Records, en formato CD, doble LP y descarga digital.
Es el primer álbum de estudio que lanzó el grupo, tras la disolución acontecida el año 2000 y la posterior reunión de 2005. Billy Corgan y Jimmy Chamberlin son los únicos miembros originales del grupo que grabaron el álbum. 
El diseño de la portada es obra del artista Shepard Fairey.

## Antecedentes
Tras la disolución acontecida el año 2000, Corgan y Chamberlin se reunieron para formar Zwan, junto con exmiembros de Slint, Chávez y A Perfect Circle. El grupo lanzó un álbum, Mary Star of the Sea, antes de disolverse en 2003.
Chamberlin también conformó Jimmy Chamberlin Complex, mientras que Corgan lanzó un álbum como solista, TheFutureEmbrace.  El día del lanzamiento, en junio de 2005, Corgan anunció sus planes de "renovar y revivir" a The Smashing Pumpkins. Chamberlin pronto anunció que reingresaría al grupo, para posteriormente trasladarse a vivir junto a Corgan en Scottsdale, Arizona, en noviembre de 2005, para escribir y ensayar nuevas canciones. Tras tres semanas de práctica, el dúo decidió que habían recapturado el sonido del grupo y decidieron grabar un nuevo álbum. Según el traductor de Google, Zeitgeist es un concepto alemán que quiere decir "Espíritu de la época".

## Grabación
Con los otros dos miembros originales del grupo ausentes, Corgan y Chamberlin decidieron grabar el álbum solos. Después de finalizar la creación de las canciones, Jimmy Chamberlin se encargó de todas las pistas de batería.  De manera notable, la batería de la canción de diez minutos de duración, "United States", fue grabada en una sola toma. Luego de finalizar la grabación de la batería, Chamberlin comenzó el proceso de reclutar a los tres miembros adicionales para la gira promocional, mientras que Corgan grababa las pistas de guitarra, bajo, teclado y voz. Chamberlin describió las sesiones de grabación como un "largo proceso laborioso a la grandeza".

## Promoción
A inicios de diciembre, cuatro presuntos demos provenientes de las sesiones de grabación, fueron lanzados a través de diversas redes de intercambio de archivos, aunque finalmente se reveló que era un hoax. Spin posteriormente reportó que fueron grabadas por el grupo británico Amy Blue, cuando el líder de dicho grupo, Simon Chatterman, dijo que su grupo había estado jugando con la idea de cachondear a algunos usuarios de dichas redes y que pensaron que sería divertido subir su EP como si fuera el de The Smashing Pumpkins, utilizando como títulos para las canciones los de los poemas del libro de Corgan, Blinking with Fists.
El 20 de abril de 2007 se anunció la lista de canciones oficial. "Tarantula" fue anunciada como el primer sencillo, disponible para su radiodifusión aproximadamente el 21-22 de mayo.  Sin embargo, KROQ emitió el estreno mundial de la canción el 18 de mayo. El sencillo fue lanzado el 21 de mayo de 2007 por iTunes en Estados Unidos, seguido posteriormente por el Reino Unido y Canadá, al día siguiente.
La canción "Doomsday Clock" apareció en la banda sonora de la película Transformers. El 19 de junio de 2007, la canción fue lanzada por iTunes. El 2 de julio, el álbum completo fue publicado en Muchmusic para su reproducción gratuita por medio de streaming.

## Gira promocional

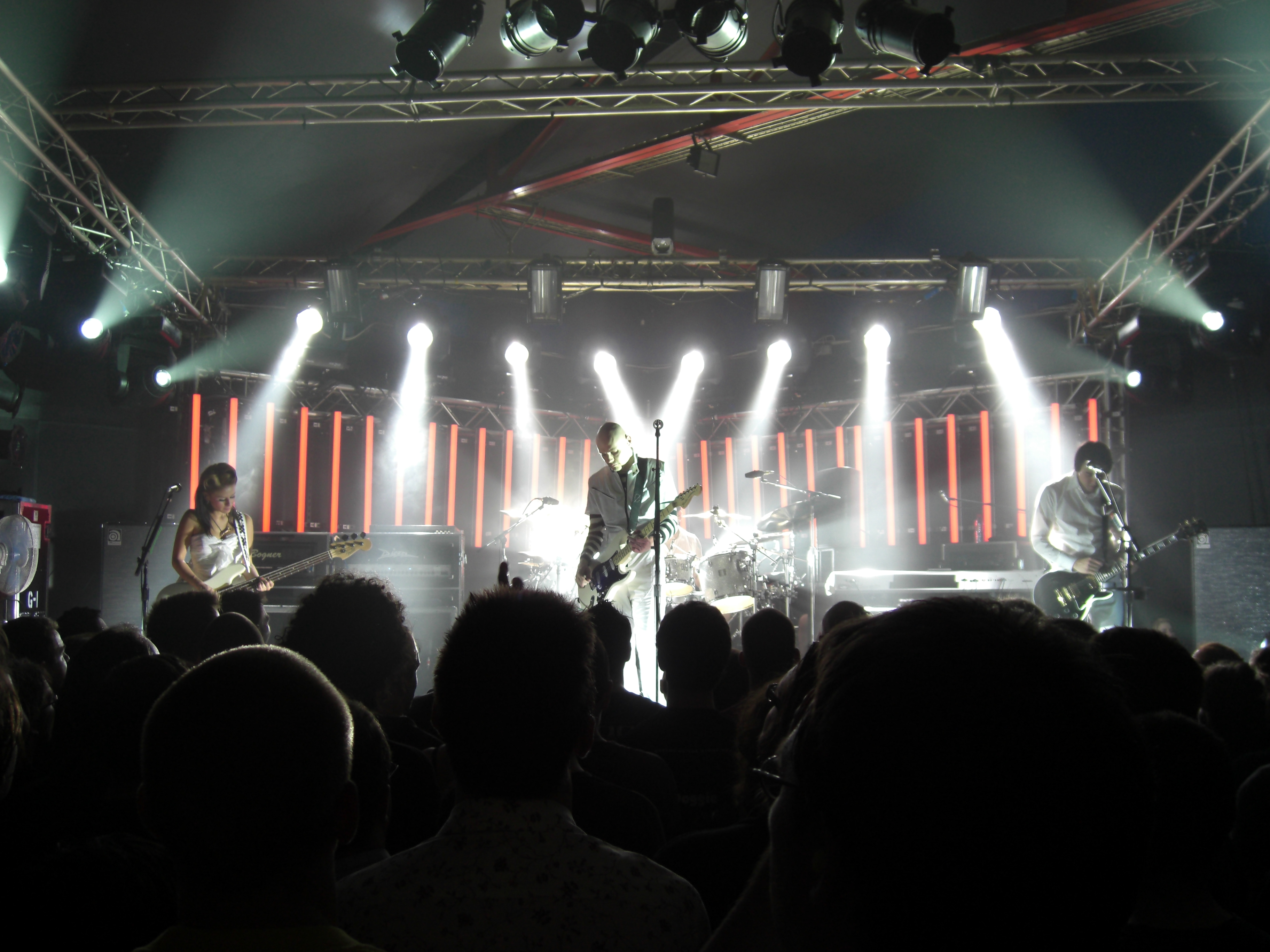
The Smashing Pumpkins, el 24 de mayo de 2007, en "den Atelier", Luxemburgo. De izquierda a derecha: Ginger Reyes, Billy Corgan, Jimmy Chamberlin (atrás), Jeff Schroeder.

The Smashing Pumpkins se presentó en vivo por primera vez desde 2000, el 22 de mayo de 2007, en París, Francia. Allí, el grupo reveló a los nuevos miembros Jeff Schroeder y Ginger Reyes, quienes tomaron el rol de guitarrista rítmico y bajista, respectivamente. Lisa Harriton completó la alineación, encargándose de los teclados y los coros. La primera etapa de la gira incluyó visitas a diversos festivales musicales a través de Europa, entre los cuales estaba Pinkpop y Rock am Ring. El grupo presentó nueve canciones de Zeitgeist en sus primeras presentaciones.
La etapa estadounidense de la gira comenzó con nueve días de estadía en el Orange Peel, en Asheville, Carolina del Norte, el 23 de junio de 2007. En julio, el grupo participó en el festival Live Earth, de Al Gore, seguido por once días de estadía en The Fillmore, en San Francisco, CA.
Después de regresar a Europa a los Festivales de Reading y Leeds, el grupo retornó a Estados Unidos para realizar una gira más convencional.

## Lanzamiento
Zeitgeist debutó en el puesto #2 de la lista Billboard 200, vendiendo cerca de 145.000 copias en su primera semana. Además alcanzó las primeras posiciones en las listas de Álbumes de internet y álbumes de rock de Billboard en la primera semana, e ingresó dentro de los primeros diez puestos en Canadá (#1), Nueva Zelanda (#1), el Reino Unido (#4), Alemania (#7), Australia (#7), y otros países.
Zeitgeist recibió variadas críticas, obteniendo un puntaje de 59/100 en Metacritic. Algunas críticas negativas sobre el álbum radican en la ausencia de la mitad de la alineación original del grupo, ante lo cual el periodista de Pitchfork Media Rob Mitchum sugirió que la resurrección del nombre fue por "dinero, o atención, o ambos".
Sin embargo, el álbum obtuvo altas calificaciones de otros medios, como la calificación de 4/5 de Rolling Stone, The Village Voice, y Uncut.

## Lista de canciones
1. "Doomsday Clock" – 3:44
2. "7 Shades of Black" – 3:17
3. "Bleeding the Orchid" – 4:03
4. "That's the Way (My Love Is)" – 3:48
5. "Tarantula" – 3:51
6. "Starz" – 3:43
7. "United States" – 9:53
8. "Neverlost" – 4:20
9. "Bring the Light" – 3:40
10. "(Come On) Let's Go!" – 3:19
11. "For God and Country" – 4:24
12. "Pomp and Circumstances" – 4:21

La lista de canciones fue publicada por primera vez por Billboard. El tiempo de duración de las canciones fue publicado por primera vez por Filter Magazine. Las canciones 3, 4, 8 y 12 fueron anunciadas originalmente con títulos ligeramente diferentes - esta lista refleja actualizaciones, reportadas por MTV y Amazon.
Las canciones 1, 2, 3, 5, 7 y 12 fueron producidas por Billy Corgan y Jimmy Chamberlin. Las canciones 4, 8, 10 y 11 fueron producidas por Corgan, Chamberlin y Terry Date. Las canciones 6 y 9 fueron producidas por Corgan, Chamberlin y Roy Thomas Baker.
Adicionalmente, algunas ediciones especiales del álbum incluyen los siguientes bonus tracks:
1. "Death from Above" – 4:06
2. "Stellar" – 6:22
3. "Zeitgeist" – 2:49

## Créditos
The Smashing Pumpkins
- Jimmy Chamberlin – batería, percusión, producción
- Billy Corgan – voz, guitarra, bajo, teclados, producción

Producción
- Roy Thomas Baker – producción y grabación (pistas 6, 9, 12), producción adicional (pistas 5, 12), mezclas
- Terry Date – producción (pistas 4, 8, 10, 11), grabación (excepto en las pistas 6, 9)
- Bruce Dickson, Justin Corrigan – supervisión de sesión fotográfica
- Shepard Fairey – diseño de portada y anteportada
- Amber Griffin – maquillaje y peinados para sesión fotográfica
- Stephen Marcussen – masterización
- Cynthia Obsenares – diseño de vestuario para sesión fotográfica
- Chris Owens, Kevin Mills, Alex Pavlides, Zephyrus Sowers, Bo Joe, Davey Rieley – ayudantes de ingeniería de sonido
- Vanessa Parr, Noel Zancanella – asistentes de mezcla e ingeniería de sonido
- Matt Taylor – director de arte
- Bjorn Thorsrud – grabación (pistas 1, 2, 3, 5, 7, 12), asistente de mezcla
- Christina Wagner – productora de sesión fotográfica

Reissue personnel
- Kristin Burns – fotografía "de estudio"
- Linda Strawberry – fotografía e ilustraciones "de estudio"

Inside the Zeitgeist
- P. R. Brown – director de los videoclips "Tarantula" y "That's the Way (My Love Is)"
- Kristin Burns, Lisa Johnson – fotógrafos
- Bruce Dickson – metraje de estudio
- Will Knapp – edición
- Janelle López – productora asociada
- On the Scene Productions, Inc.; Vision Istanbul Prod. Services; Speedway Films – metraje de entrevistas
- Jared Paul, Devin Sarno, Rob Gordon – producción ejecutiva